# Thalassarche bulleri
El albatros de Buller (Thalassarche bulleri) es una especie de ave procelariforme de la familia Diomedeidae. 
Cría en las islas frente a Nueva Zelanda pero se distribuye por el Pacífico sur.
Recibe su nombre en honor al ornitólogo neozelandés Walter Buller.

## Subespecies
De acuerdo con el Congreso Ornitológico Internacional comprende las siguientes subespecies:
- T. b. bulleri (Rothschild, 1893) — islas Solander y Snares.
- T. b. platei (Reichenow, 1898) — islas Three Kings y Chatham.